# Середньовічні пам'ятки в Косові
Середньовічні пам'ятки в Косові (серб. Средњовековни споменици на Косову / Srednjovekovni spomenici na Kosovu, англ. Medieval Monuments in Kosovo) — об'єкт світової спадщини ЮНЕСКО, що складається з 3 православних монастирів і однієї церкви розташованих в Частково визнаній республіці Косово. Вони являють собою яскравий зразок Візантійської і Західнороманської духовної архітектури, сплав яких формує так званий палеологовський ренесанс.
У 2004 році Монастир Високі Дечани був зарахований до переліку об'єктів Світової спадщини ЮНЕСКО. Фрески монастиря були охарактеризовані як «одні з найбільш цінних експонатів палеологовського ренесансу у візантійському образотворчому мистецтві» і «цінне відображення життя XIV століття». Через два роки, в 2006 році об'єкт спадщини був розширений і в списку були включені ще 2 православних монастиря і одна церква.
Нині до спадщини ЮНЕСКО зараховано:
| Код        | Назва                          | Місце розташування | Координати                                                            | Було додано до списку спадщини |
| ---------- | ------------------------------ | ------------------ | --------------------------------------------------------------------- | ------------------------------ |
| 724-001    | Монастир Високі Дечани         | Дечани             | 42°32′48″ пн. ш. 20°16′18″ сх. д. / 42.54667° пн. ш. 20.27167° сх. д. | 2004                           |
| 724-002bis | Монастир Печського патріархату | Печ                | 42°39′40″ пн. ш. 20°15′56″ сх. д. / 42.66111° пн. ш. 20.26556° сх. д. | 2006                           |
| 724-003bis | Церква Богородиця Левішка      | Прізрен            | 42°12′41″ пн. ш. 20°44′09″ сх. д. / 42.21139° пн. ш. 20.73583° сх. д. | 2006                           |
| 724-004bis | Монастир Грачаніца             | Приштина           | 42°35′54″ пн. ш. 21°11′36″ сх. д. / 42.59833° пн. ш. 21.19333° сх. д. | 2006                           |

У 2006 році цей список зарахували до списку всесвітньої спадщини, що перебуває під загрозою, з причини можливих атак албанських бойовиків. Усі об'єкти перебувають під захистом KFOR.

## Споруди під час збройного протистояння в Косові
У Косові розташовані близько 1300 храмів і монастирів, які належать Сербській православній церкві, зведених у XII—XX ст. Більш як 120 з них були зруйновані або спаплюжені в період з 1999 року (вже після введення військ KFOR) до осені 2002. Серед пошкоджених об'єктів — будівлі, визнані пам'ятками архітектури. Найчастіше їх просто мінували, хоч вони перебували під захистом KFOR. Сербська православна церква закликала світову спільноту звернути увагу на загрозу знищення церков і монастирів, зокрема згадувалося про підпал Церкви Богородиці Левішкі 17 березня 2004.